# Porto de Lenha (canção)
Porto de Lenha é uma canção de 1991 composta e interpretada pelo músico brasileiro Torrinho.. Foi lançada no primeiro álbum do cantor, Porto de Lenha (álbum).

## História
A primeira versão da letra foi escrita no início dos anos 1970 por Aldísio Filgueiras inspirada em uma composição de Torrinho e Wandler Cunha. Esse texto e vários trechos de outros poemas foram musicados por Torrinho.
Segundo Torrinho: “A intenção era transformar em uma suíte com vários movimentos. Devem ter saído quatro ou cinco canções e ‘Porto de lenha’ foi uma delas", revelou Zeca Torres. Segundo ele, o projeto da suíte acabou ficando pela metade.”
Ainda segundo o compositor: ”Apesar de Manaus ser um corredor de passagem para uma classe média que não se preocupa em pensar a realidade, acredito que há um amadurecimento na percepção que temos de nós mesmos“.

## Prêmios
Em 2012, para comemorar os 343 anos de fundação da cidade de Manaus, o jornal A Crítica fez uma votação entre os leitores que escolheram Porto de Lenha como a canção com a "cara" da capital do Amazonas.
Graças ao sucesso da música, Torrinho recebeu uma placa comemorativa da Câmara Municipal de Manaus em 2014.